# Ferguson (tecknad serie)
Ferguson är en seriefigur och tecknad serie skapad av Alf Woxnerud (signaturen Wox). Serien publiceras i serietidningen 91:an.
Ferguson är i serien familjefar och bonde, har en son som är djurrättsaktivist och en dotter som lätt kan "linda sin pappa runt lillfingret" som Wox uttryckte det i presentationen av serien. Fergusons fru är en riktig arbetshäst.
Med finns även ett snobbigt par och Fergusons kompis Runar, som också han är bonde.